# Aletis euparypha
Aletis euparypha là một loài bướm đêm trong họ Geometridae.